# 儲塤
储埙，浙江钱塘县人，清朝军事将领，武探花及第。
康熙十八年（1679年）己未科一甲第三名进士。康熙三十九年（1700年）任台湾镇标中营游击。秩满，调任甘肃抚标左营游击。